# Lowell Stockman
Lowell Stockman (ur. 12 kwietnia 1901, zm. 9 sierpnia 1962) – amerykański polityk związany z Partią Republikańską. 

## Życiorys
W latach 1943–1953 przez pięć dwuletnich kadencji Kongresu Stanów Zjednoczonych był przedstawicielem drugiego okręgu wyborczego w stanie Oregon w Izbie Reprezentantów Stanów Zjednoczonych.